# 年久
年久（としひさ、生没年不詳）とは、明治時代の浮世絵師。

## 来歴
月岡芳年の門人。明治31年（1898年）建立の月岡芳年翁之碑に、芳年門人として「年久」の名が見られるが、その他の経歴については不明。作は明治37年（1904年）大判の錦絵3枚続「日露戦争画報其六　京城附近激戦」（プラハ国立美術館所蔵）が知られる。